# Parakiefferiella alpicola
Parakiefferiella alpicola är en tvåvingeart som först beskrevs av Maurice Emile Marie Goetghebuer 1938.  Parakiefferiella alpicola ingår i släktet Parakiefferiella och familjen fjädermyggor.
Artens utbredningsområde är Tyskland. Inga underarter finns listade i Catalogue of Life.